# Famille Capponi
Pour les articles homonymes, voir Capponi.
Cette page explique l’histoire ou répertorie les différents membres de la famille Capponi.

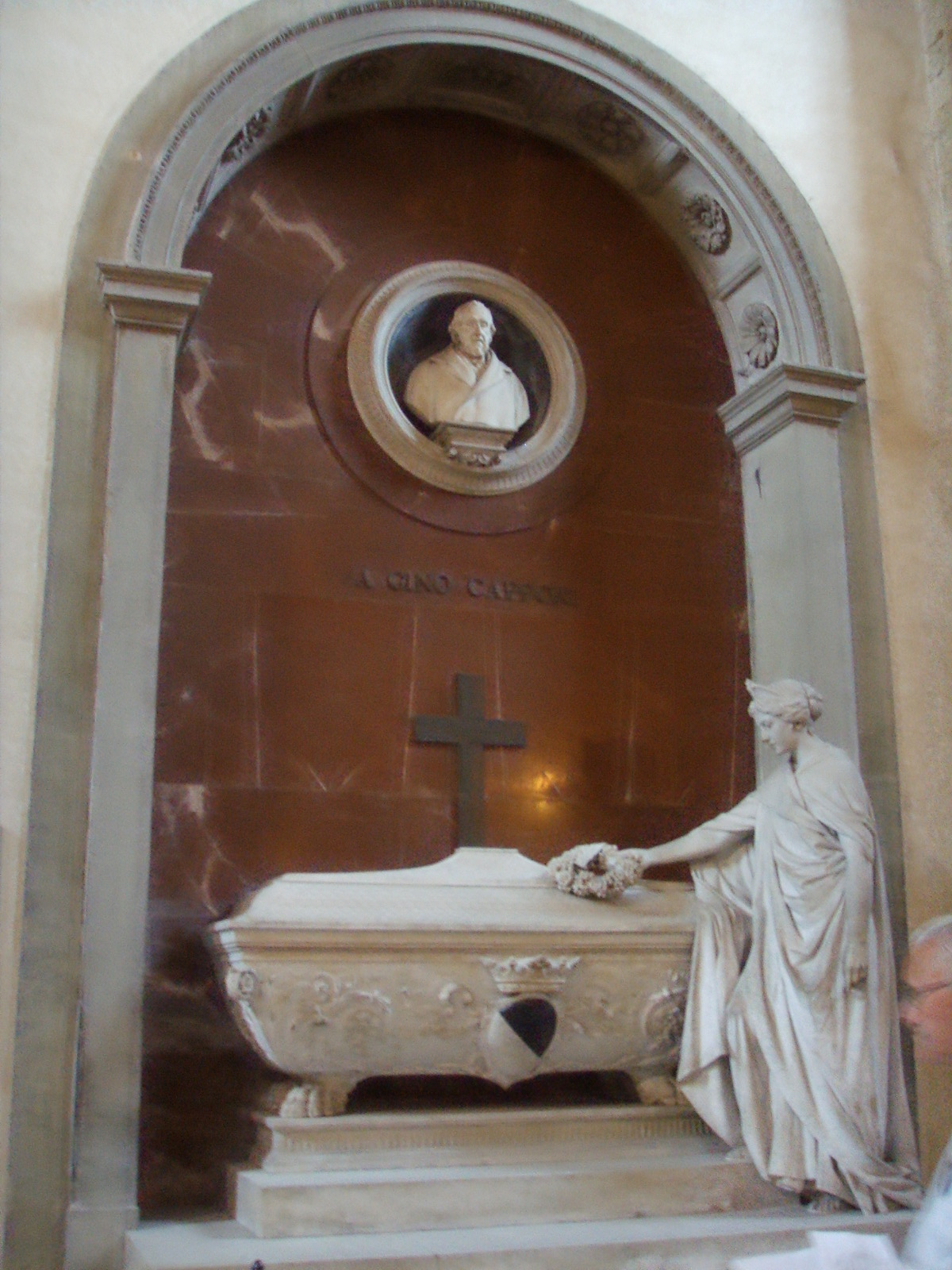
Le monument à Gino Capponi dans la basilique de Santa Croce

La famille Capponi est une famille illustre de Florence qui balança quelque temps le crédit des Médicis.

## Présentation
Le personnage le plus connu de cette famille est Gino Capponi (1350-1421), décemvir de la guerre en 1405, qui contribua puissamment à la prise de Pise en 1406 et qui fut nommé gouverneur de cette ville. Son fils, Neri di Gino Capponi (1388-1457) fut prieur et gonfalonier de justice. Son arrière-petit-fils, Piero Capponi (1446-1496), repoussa les prétentions de Charles VIII, qui, reçu dans Florence comme allié, voulait se faire reconnaître comme souverain en 1494.
Vers 1510, pour orner l'autel de la chapelle du Paradis dans l'église de San Bartolomeo à Monteoliveto, la famille Capponi a commandé à Raffaellino del Garbo le tableau de la Résurrection, (huile sur bois, 47 × 41 cm), aujourd'hui conservé à la Galleria dell'Accademia de Florence.
La famille devient ensuite un des piliers de la communauté d'exilés florentins à Lyon et dans le sud de la France. Parmi ses figures illustres, Laurent Capponi (1512-1573), baron de Crève-Cœur et seigneur d'Ambérieux-en-Dombes, fut l'un des principaux banquiers et marchands de Lyon au XVIe siècle.
Au XVIe siècle, la banque de la famille Capponi a absorbé, après un mariage, la banque Gadagne.